# Gonatium strugaense
Gonatium strugaense là một loài nhện trong họ Linyphiidae.
Loài này thuộc chi Gonatium. Gonatium strugaense được Drensky miêu tả năm 1929.